# Raotenga
Raotenga är en ort i Burkina Faso.   Den ligger i regionen Boucle du Mouhoun, i den centrala delen av landet, 140 km väster om huvudstaden Ouagadougou. Raotenga ligger 270 meter över havet och antalet invånare är 242.
Terrängen runt Raotenga är mycket platt. Närmaste större samhälle är Toma, 14,3 km nordväst om Raotenga.
Omgivningarna runt Raotenga är en mosaik av jordbruksmark och naturlig växtlighet. Runt Raotenga är det ganska tätbefolkat, med 58 invånare per kvadratkilometer.